# 이와사키 타카후미
이와사키 타카후미(일본어: 岩崎 貴文, 1976년 8월 29일 ~)는 일본의 기타리스트, 작곡가, 편곡가, 가수이다.

## 약력
1995년 밴드 "No? Yes!"에 기타리스트로서 가입. 2001년 5월이 밴드의 멤버로 메이저 데뷔.
2003년 "No? Yes!"가 활동 쉼. 같은 해 ' 폭룡전대 아바렌쟈 "의 오프닝 테마 작곡을 담당, 이후 수많은 애니메이션 송 특촬송을 작 편곡에 종사하게 된다.
2005년 " 마법 전대 마지렌쟈 "오프닝 테마" 마법전대 마지렌쟈 "로 가수 데뷔. 이 곡은 2011년 현재 슈퍼 전대 시리즈 의 주제가로 역대 최고의 세일즈를 기록하는 히트를 기록, 이와사키는 일본 골드 디스크 대상에서 '뉴 아티스트 오브 더 이어 "를 수상했다.
2008년 " Project.R "에 참가.
이밖에 쉬리 켄 챱 명의의 악곡 제공이나 여성 보컬리스트 とわ 와의 유닛이다 " Lucy Labs Rock "로서의 활동을 하고 있다. 좌우명은 '현상 유지는 퇴보입니다' . 작곡가로서는 "노래 (멜로디)은 간단한"이라는 신념 아래, 캐치보편적인 친숙한 멜로디 제작이 눈에 띈다. 또 가수로 상쾌한 고음이 특징이다.